# Barack Obama (economista)
Barack Hussein Obama detto senior (Nyang'oma Kogelo, 18 giugno 1934 – Nairobi, 24 novembre 1982) è stato un economista keniota.
Padre del 44º presidente degli Stati Uniti Barack Obama, è il personaggio centrale del libro I sogni di mio padre, scritto dal figlio.

## Biografia

### Infanzia
Barack Obama Sr. nacque nel villaggio di Kanyadhiang, Rachuonyo District, sulle rive del Lago Vittoria, appena fuori Kendu Bay, in Kenya, all'epoca colonia dell'impero britannico, e crebbe nel villaggio di Nyang'oma Kogelo, Siaya District, provincia di Nyanza. La sua famiglia fa parte del gruppo etnico Luo. Egli era il figlio di Onyango Obama (1895-1979) che aveva almeno tre mogli; Barack Obama Sr. era figlio di Habiba Akumu Nyanjango (o Njoga) di Karabondi, la seconda moglie. Tuttavia, egli venne allevato dalla terza moglie di Onyango, Sarah Ogwel di Kogelo, dopo che sua madre Akumu lasciò la sua famiglia e si separò dal marito nel 1945. Prima di lavorare come cuoco per i missionari a Nairobi, suo padre Onyango aveva viaggiato molto, arruolandosi nelle forze coloniali britanniche e così poté andare in Europa, India, e Zanzibar, dove si convertì dal cattolicesimo all'Islam e prese il nome di Hussein Onyango Obama. Hussein Onyango venne imprigionato dagli inglesi per due anni nel 1949 a causa del suo coinvolgimento nel movimento di indipendenza del Kenya. Secondo Sarah Onyango Obama, Onyango venne sottoposto a brutali torture. 
Obama Sr. nacque in una famiglia musulmana ma era già ateo prima del suo arrivo negli Stati Uniti. Nel 1954, all'età di diciotto anni, Obama Sr. sposò, in una cerimonia tribale, Kezia Aoko, con la quale ebbe quattro figli.

### Istruzione e paternità
Quando ancora viveva vicino Kendu Bay, Obama Sr. studiò alla scuola primaria di Gendia e successivamente alla Ng'iya Intermediate School, quando la sua famiglia si trasferì al distretto di Siaya. Dal 1950 al 1953, studiò presso la Scuola Nazionale Maseno, una scuola gestita dalla Chiesa anglicana del Kenya (Sogni di mio padre, edizione 2004, p. 418). Il dirigente scolastico, B.L. Bowers, descrive Obama Sr. nei propri scritti come "molto forte, stabile, affidabile e amichevole."
Obama Sr. ricevette una borsa di studio in economia attraverso un programma organizzato dal leader nazionalista Tom Mboya. Il programma offriva agli studenti del Kenya l'opportunità di studiare in Occidente. Il presidente Obama disse: "John F. Kennedy decise: 'Andiamo a costruire un ponte aereo. Stiamo per andare in Africa e iniziare ad attrarre giovani africani nel nostro paese e dare loro borse di studio per studiare in modo da poter vedere che paese meraviglioso è l'America. Questo giovane di nome Barack Obama (Sr.) ha preso una di quelle borse di studio e andò in America'". Un articolo di Michael Dobbs sul The Washington Post, tuttavia, afferma che la famiglia Kennedy non sia associata ai viaggi di istruzione prima del 1960, un anno dopo che Obama Sr. studiò negli Stati Uniti. Gli iniziali sostenitori finanziari di questo programma includono Harry Belafonte, Sidney Poitier, Jackie Robinson ed Elizabeth Mooney Kirk, avvocato che fornì la maggior parte del sostegno finanziario per Obama Sr. nei suoi primi anni negli Stati Uniti, secondo gli archivi di Tom Mboya alla Stanford University.
All'età di 23 anni Obama Sr. si iscrisse presso l'Università delle Hawaii a Mānoa, lasciando dietro di sé Kezia, sua moglie incinta e il loro figlio neonato. Si allontanò dall'Islam e diventò ateo nel momento in cui si trasferì negli Stati Uniti. Il 2 febbraio 1961 Obama Sr. sposò la sua compagna di studi Ann Dunham (1942-1995) a Maui, nelle Hawaii, anche se lei scoprirà solo più tardi che il suo marito era già sposato. Il figlio di Obama Sr. e di Dunham, Barack Obama II, nacque il 4 agosto 1961. Dunham lasciò l'Università per allevare il suo bambino, mentre Obama Sr. decise di continuare. Lasciò l'Università delle Hawaii nel mese di giugno del 1962 (e venne eletto al Phi Beta Kappa Society), per recarsi a Cambridge, nel Massachusetts, dove cominciò a studiare all'Università Harvard in autunno. Tuttavia, l'estate successiva la moglie Dunham e il figlio Barack tornarono a Seattle, dove lei si iscrisse presso l'Università del Washington. Dunham lasciò la sua famiglia e tornò alle Hawaii dove presentò istanza di divorzio a Honolulu nel gennaio del 1964. Obama Sr. non contestò e il divorzio venne concesso il 20 marzo 1964. Egli visitò il suo unico figlio avuto da questo matrimonio, solo una volta, nel 1971, quando Barack aveva 10 anni.
Nel frattempo alla Harvard, Obama Sr. si innamorò di un'americana di nome Ruth Beatrice Baker. Ella lo seguì in Kenya, quando vi tornò dopo aver ricevuto la laurea (AM) in economia alla Harvard nel 1965. Nidesand divenne la sua terza moglie e ebbe due figli con lui prima di divorziare.

### Il ritorno in Kenya
Al suo ritorno in Kenya nel 1965, Obama Sr. fu assunto da una società petrolifera e poi servì come economista presso il Ministero dei Trasporti del Kenya e in seguito divenne economista senior presso il Ministero delle Finanze del Kenya.
Nel 1959 una monografia scritta da lui venne pubblicata dal Dipartimento di Scienze della Formazione del Kenya, intitolato Otieno jarieko.
Nel 1965 Obama Sr. pubblicò un documento intitolato "I problemi del nostro socialismo" su East Africa Journal, criticando aspramente il progetto per la pianificazione nazionale, "African Socialism and Its Applicability to Planning in Kenya", prodotto dal Ministero di programmazione economica e sviluppo di Tom Mboya. L'articolo in questione era firmato "Barak H. Obama". Come scritto anche nel libro di memorie del figlio, Obama Sr. entrò in conflitto con il presidente Kenyatta che gli distrusse la carriera. Il suo declino iniziò dopo l'assassinio di Tom Mboya nel 1969. Obama Sr. venne licenziato dal suo lavoro da Jomo Kenyatta e così iniziò a bere; ebbe un grave incidente d'auto in seguito al quale trascorse quasi un anno in ospedale e quando visitò il figlio nelle Hawaii nel 1971, in ritardo, aveva una gamba rotta. La vita di Obama Sr. cadde così nella povertà, dalla quale non si riprese più; il suo amico, il giornalista keniota Philip Ochieng scrisse della difficile vita di Obama Sr. sul giornale keniota The Daily Nation. Obama Sr. perse entrambe le gambe in uno scontro automobilistico e successivamente perse nuovamente il lavoro; morì nel 1982, all'età di 46 anni, in un altro incidente d'auto a Nairobi.
Obama Sr. è sepolto presso il villaggio di Nyang'oma Kogelo, Siaya District, Kenya. Al suo funerale parteciparono i ministri Robert Ouko, Oloo Aringo e altre importanti figure politiche.